# Aïssa Djermouni
Aissa Merzougui, dit Aissa Djermouni, ou Aïssa L'Jarmouni né en 1886 à M’toussa (Khenchela), en Algérie et mort à Aïn Béïda le 16 décembre 1946, est un chanteur et poète chaoui. Il a enregistré plus de 35 chansons traditionnelles chaouis. Il est le premier algérien à se produire à l’Olympia de Paris en 1936,.

## Postérité
Depuis de nombreuses années, la ville d'Oum El Bouaghi organise le Festival Aïssa Djermouni, manifestation culturelle et artistique importante, qui comporte des expositions, des galas, des conférences, des manifestations folkloriques des pièces théâtrales pour enfants et adultes ainsi que bien évidemment le concours relatif à la Poésie et aux Contes,.
La télévision algérienne publique ENTV, avait produit un feuilleton retraçant la vie du chanteur Aïssa Djermouni.

## Décorations
- Ahid de l'ordre du Mérite national d'Algérie.